# Huilaea kirkbridei
Espèce
Statut de conservation UICN

 EN B1+2c : En danger
Huilaea kirkbridei est une espèce de plantes à fleurs de la famille des Melastomataceae.
Selon Plants of the World Online, c'est un synonyme de Chalybea kirkbridei. Selon ce site, c'est une plante originaire de Colombie (Sierra Nevada de Santa Marta). Elle pousse en milieu tropical humide. 

## Publication originale
- Brittonia 28(1): 141. 1976.